# 渡辺本治
渡辺 本治（渡邊、わたなべ もとじ、1901年（明治34年）4月18日 - 1961年（昭和36年）3月14日）は、昭和期の実業家、政治家。衆議院議員。

## 経歴
愛媛県、後の西条市の農家に生まれる。10歳で父が死去し、商店や銅山で働き、17歳の時に一家で九州に移った。
1925年（大正14年）中島炭鉱に入社し採炭作業に従事。1933年（昭和8年）熊ヶ畑炭鉱（山田市）を開鉱。1936年（昭和11年）篠谷炭鉱（二瀬町）を開鉱。その後、伊岐須鉱・後牟田鉱（二瀬町）、赤間鉱（宗像町）、古月鉱（鞍手町）、稲築鉱、水江鉱などを経営し、渡辺鉱業社長、渡辺商事社長となる。1947年（昭和22年）小倉硝子工業を設立し社長に就任。その他、伊予製紙取締役社長、日本石炭鉱業連合会常任理事、北九州石炭鉱業会顧問、福岡地方裁判所飯塚支部調停委員、飯塚区検察庁司法保護委員なども務めた。
民主党嘉穂支部顧問であったことから国政選挙への出馬を薦められても断り実業に専念していたが、1958年（昭和33年）5月の第28回衆議院議員総選挙で福岡県第2区から自由民主党公認で出馬して初当選し、1960年（昭和35年）11月の第29回総選挙でも再選され、衆議院議員に連続2期在任した。この間、自民党幹事、衆議院商工委員などを務め、炭鉱離職者対策臨時措置法の制定など石炭政策立案に尽力した。1960年末から病となり、1961年2月に入院したが、同年3月、在職中に死去した。
また、福岡県下、西条市の公共福祉施設に多くの寄付を行った。